# Lidia Książkiewicz
Lidia Książkiewicz est une musicienne, pianiste et organiste polonaise vivant en France.

## Biographie
Née en 1977 à Poznań (Pologne), Lidia Książkiewicz  commence ses études de piano à l’âge de 5 ans et d’orgue à l’âge de 20 ans. Après de brillantes études dans les  Académies de musique de Bydgoszcz et Poznań où elle obtient respectivement les diplômes de formations supérieures de piano (1er Prix) et d’orgue (1er Prix avec mention d’honneur) elle reçoit un grand nombre de distinctions lors de concours internationaux :
1er Prix du Concours international de musique du 20e siècle de Varsovie en 1994, 1er Prix du Concours International d’Orgue de Rimini en Italie (2004), lauréate du concours international d’orgue de Haarlem, Pays-Bas (Concours César Franck, 2000) ainsi que du concours international Reger/Messiaen de Graz (Autriche) en 2003.
Venue en France pour se perfectionner, elle obtient le Grand Prix Florentz du concours de l’Académie des beaux-arts de la ville d’Angers, puis un 1er Prix de perfectionnement à l’unanimité du conservatoire de Saint-Maur en orgue et médaille d’or en clavecin. En 2004, elle est finaliste du prestigieux Concours international d’orgue de Chartres.
Elle s’est déjà produite dans de nombreux pays d’Europe (France, Pologne, Luxembourg, Hollande, Allemagne, Italie, Tchéquie, Italie, Slovaquie, Albanie, Danemark, Autriche, Espagne). 
Outre sa formation de pianiste et d’organiste, Lidia Książkiewicz a effectué des études approfondies de pédagogie (Diplôme national de pédagogie en orgue et en piano) et a publié un ouvrage sur l’apport de la technique pianistique au répertoire romantique de l’orgue.
En tant que soliste, elle a collaboré avec orchestres symphoniques en Slovaquie et Pologne. 
Elle a effectué des enregistrements pour la radio et télévision en Europe (Vienne - ORF, Varsovie – Polskie Radio, Tirana – TV1).
Lidia Książkiewicz est actuellement titulaire du grand orgue de la cathédrale de Laon et enseigne au conservatoire de Strasbourg.
Elle était invitée aussi comme le jury lors de concours internationaux d’orgue et piano.

## Sources
1. ↑  (it) Lauréate du Concours International de Rimini
2. ↑  (pl) Lauréates de plusieurs concours internationaux
3. ↑  Grand Prix Florentz de l'Académie des beaux-arts d'Angers